# The Makeup
The Makeup（ザ・メーキャップ）は、資生堂から発売されている化粧品ブランドである。デパート専売であることが特徴。

## 概要
- 2001年に、世界共通・全人種対応のメーキャップブランドとして誕生した。ケースのデザインは基本的に曲線を基調としたもので、ケースの色は定番品が黒·限定品は発売時によって色が違う（レッド・ブルー・ゴールド等）。
- 同社の「インウイID」や「S&Co.」に比べて比較的シックで落ち着いた色が多い。今後、クリエイターがトム・ペシューからかつてインウイIDを担当していたディック・ページになることからにインウイIDに近いものが出るのでは？と言われている。
- また、「S&Co.」は徐々に生産終了予定であり、今後は「ザ・メーキャップ」に統合される見込みであることから、デパート専売のメーキャップブランドの主力となる。
- 2009年1月から、新メーキャップラインのSHISEIDOに移行予定。

## 歴代クリエイター
- 2001年～2007年　トム・ペシュー
- 2007年～　ディック・ページ

## Products Lineup（2008年7月現在）
※太字は新製品および新色。

### LIP
LIPSTICK
- オートマティック リップクレヨン
- シマリングリップスティック
- パーフェクティングリップスティック
- リップグロス
- トランスルーセント グロスリップスティック

LIPLINER
- リップライナーペンシル

### EYE
EYESHADOW
- ハイドロパウダー アイシャドー
- アクセンチュエイティングカラー
- アイシャドー デュオ シマー
- アイシャドー クアド シマー

EYELINER
- アクセンチュエイティング クリームアイライナー
- アイライナーペンシル デュオ
- アイライナーペンシル
- ファインアイライナー

MASCARA
- ディスティングイッシュマスカラ
- アドバンストボリュームマスカラ
- マスカラベース

EYEBROW
- アイブロー＆アイライナー コンパクト
- アイブローペンシル
- トランスルーセント アイブローマスカラ

### FACE
FOUNDATION
- デュアルバランシング ファンデーション
- リフティングファンデーション
- サプリニック ポアレスファンデーション
- サプリニック ベルベッティーファンデーション

PRE-MAKEUP＆CONTROL COLOR
- プレメーキャップクリーム
- スティックファンデーション コントロールカラー
- シアーエンハンサーベース

VEIL
- シルクニングヴェール
- マティファイングヴェール
- ホワイトニングヴェール

CONCEALER
- コンシーラー
- コンシーラースティック
- ポイントコレクターペンシル

POWDER
- ルミナイジング ブラッシュパウダー
- ルミナイジング カラーパウダー
- マルチシェード エンハンサー
- プレストパウダー
- ルースパウダー
- エンリッチドルースパウダー

BLUSH
- アクセンチュエイティング パウダーブラッシュ
- アクセンチュエイティングカラー スティック

### ERASER PENCIL
- ポイントイレイザーペンシル

### MAKEUP TOOL
LIP
- リップブラシ
- ポータブルリップブラシ

EYE
- アイシャドーブラシ（M）
- アイシャドーブラシ（S）
- アイブロー＆アイライナーブラシ
- アイブローブラシ
- マスカラブラシ
- アイラッシュカーラー

FACE
- パウダーブラシ
- ブラッシュブラシ
- コンシーラーブラシ